# Czysta karta
Czysta karta (ang. Blank Slate) – amerykański telewizyjny film kryminalny z 2008 roku w reżyserii Johna Harrisona. Zdjęcia kręcono w stanie Utah.

## Fabuła
Anne Houston (Lisa Brenner) budzi się w celi śmierci w momencie wykonywania wyroku. Problem w tym, ze niczego nie pamięta, ani dlaczego się tu znalazła, ani co zrobiła. Przed śmiercią ratuje ją telefon od gubernatora, który oferuje jej wolność w zamian za uczestnictwo w tajnym eksperymencie. W ramach eksperymentu ma zostać jej wszczepiona pamięć młodej kobiety, która zmarła w tajemniczych okolicznościach. Dzięki Anne ma zostać wykryty jej zabójca. Wkrótce jednak wspomnienia Anne powracają.

## Obsada
- Lisa Brenner – Anne Huston
- John Harrison – Thomas Hale
- Eric Stoltz – Sean Sullivan
- Clancy Brown – agent Miles Mcavoy
- Anne Sward – doktor Meredith Crick